# Grupa Mozarta
Grupa Mozarta (hiszp. La Banda de Mozart, ang. The Mozart Band) – hiszpański serial animowany z 1995 roku wyprodukowany przez BRB Internacional i Marathon Animation.
30-odcinkowy serial miał swoją premierę w 1995 roku na kanale RTVE. W Polsce serial nadawany był dawniej na kanale TVP2.

## Obsada
- Graciela Molina jako Mozart
- Juana Molina jako Beethoven
- Aurora García jako Chopin
- Vicky Martínez jako Verdi
- Antonio Crespo jako Pr. Solfa
- Toni Sevilla jako Sr. Col
- Albert Trifol jako Blackie